# Harry Brearley
Harry Brearley (Sheffield, 18 febbraio 1871 – Torquay, 14 luglio 1948) è stato un tecnico metallurgico britannico, ritenuto l'inventore dell'acciaio inossidabile.

## Biografia
Figlio di un operaio siderurgico, lasciò la scuola a 12 anni per lavorare nello stabilimento dove lavorava suo padre. Nel tempo libero si dedicò a studi personali e frequentò le scuole serali. Nel 1908 due primarie società siderurgiche di Sheffield costituirono il laboratorio di ricerca Brown Firth Laboratories e chiesero a Brearley, che si era fatto una reputazione di esperto in siderurgia, di dirigerlo. Dopo alcuni anni lasciò tale occupazione e fu assunto come tecnico dalla Brown Bayley's Steel Works, anch'essa di Sheffield, della quale divenne direttore nel 1925.
Negli anni immediatamente precedenti alla prima guerra mondiale la produzione di armi aumentò considerevolmente nel Regno Unito, ma si incontrarono problemi per l'eccessiva erosione delle superfici interne delle canne da fuoco. Brearley cominciò a sperimentare nuovi tipi di acciaio con maggiore resistenza alle alte temperature (anziché alla corrosione, come è stato a volte erroreamente riportato). Fece alcune prove aggiungendo una certa percentuale di cromo, ottenendo una più alta resistenza alle alte temperature rispetto agli acciai al carbonio.
Per poter effettuare la metallografia sul materiale prodotto, per studiarne la microstruttura, era necessario pulire accuratamente e poi intaccare il metallo con agenti chimici, ma Brearly notò che il nuovo materiale era molto resistente all'attacco chimico. Essendo la città di Sheffield famosa per la produzione di posateria e altri utensili da cucina, Brearley si rese conto che tale nuovo tipo di acciaio sarebbe stato particolarmente adatto per questo tipo di industria.
Brearley chiamò dapprima questa nuova lega "rustless steel" (acciaio senza ruggine), ma Ernest Stuart, della manifattura di coltelleria Portland Works, suggerì la denominazione più eufonica "stainless Steel" (acciaio senza macchie). Si ritiene che il primo vero acciaio inossidabile, prodotto da Brearley con una fornace elettrica il 13 agosto 1913, fosse una lega ferrosa contenente lo 0,24% di carbonio e il 12,8% di cromo (in peso).
Nel 1920 l'ente siderurgico britannico "Iron and Steel Institute" gli assegnò la Bessemer's Gold Medal per la sua scoperta.